# Microdipoena nyungwe
Espèce
Microdipoena comorensis est une espèce d'araignées aranéomorphes de la famille des Mysmenidae.

## Distribution
Cette espèce se rencontre au Rwanda, en Tanzanie et à Madagascar.

## Publication originale
- Baert, 1989 : Mysmenidae from Rwanda (Araneae). Revue de Zoologie Africaine, vol. 103, p. 29-33.